# Branchinella simplex
Branchinella simplex là một loài động vật giáp xác thuộc họ Thamnocephalidae. Đây là loài đặc hữu của Úc.